# Lepanthes tortilis
Lepanthes tortilis är en orkidéart som beskrevs av Carlyle August Luer och Alexander Charles Hirtz. Lepanthes tortilis ingår i släktet Lepanthes och familjen orkidéer. Inga underarter finns listade i Catalogue of Life.